# Pirrón

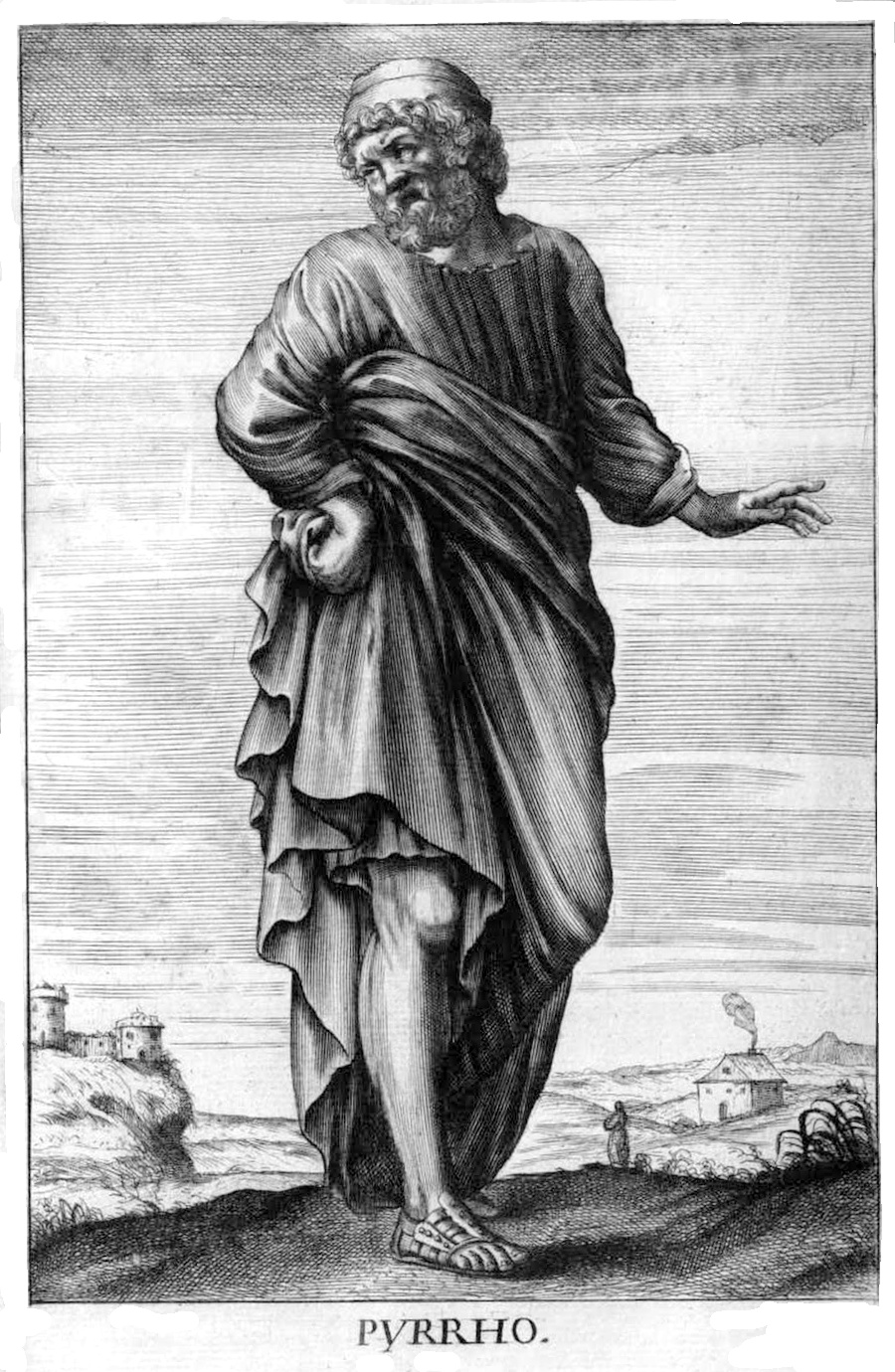
Pirrón de Elis

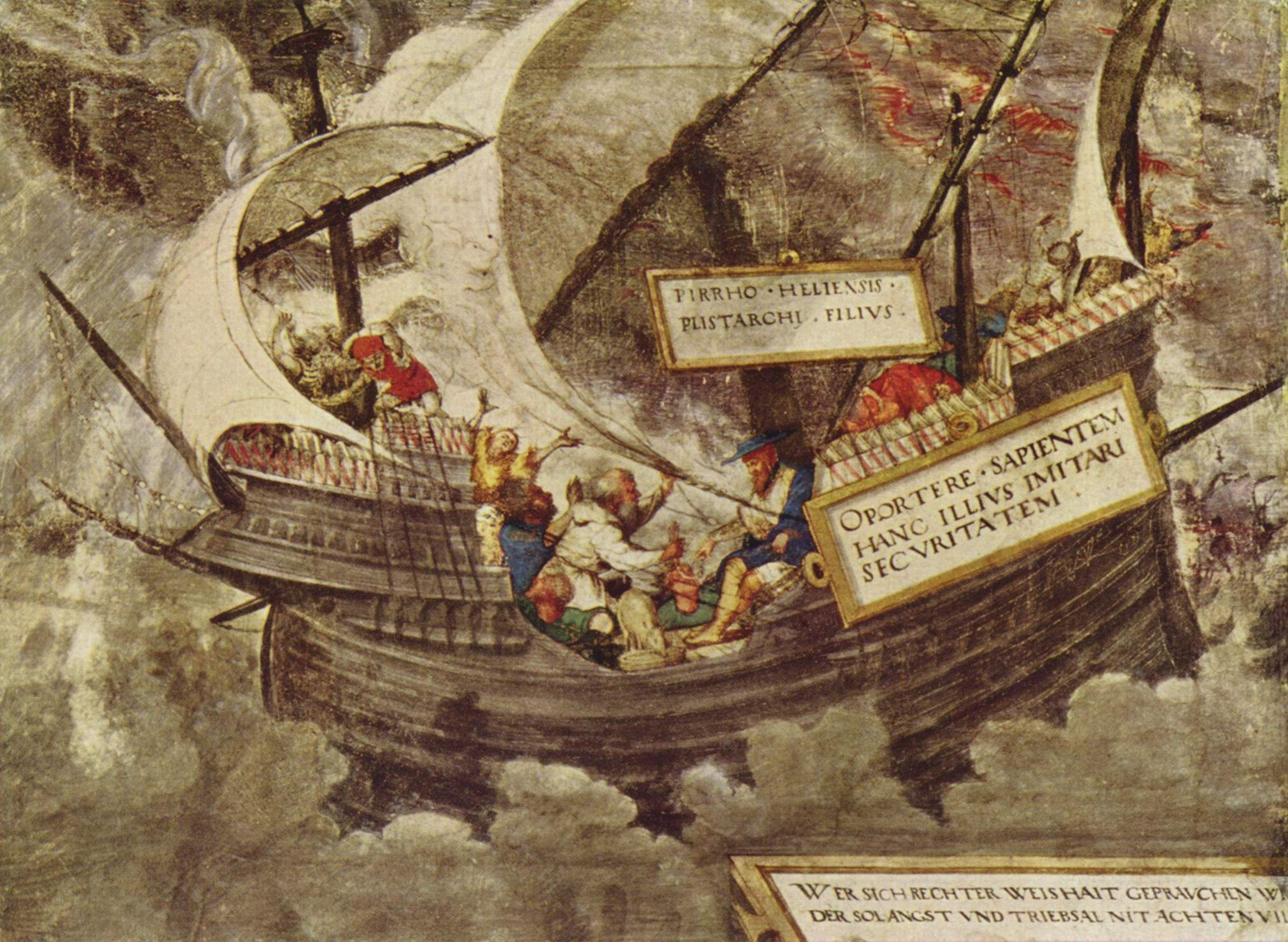
Pirrón en un mar embravecido.

Pirrón de Elis (Πύρρων ὁ ῾Ηλείος, Elis, circa 360 a. C. - 270 a. C.) fue un filósofo griego de la Antigüedad clásica, a quien se considera el primer filósofo escéptico, e igualmente la inspiración de la escuela conocida como pirronismo, fundada por Enesidemo en el siglo I a. C. Era natural de Elis, ciudad provincial al noroeste del Peloponeso, Grecia. Hizo de la duda el problema central de toda su filosofía.
Fue discípulo de Anaxarco, filósofo de la Escuela de Abdera, que consideraba que la indiferencia hacia las cosas y circunstancias exteriores era la clave para alcanzar la felicidad. 
El único testimonio escrito de la obra pirrónica es una oda laudatoria dedicada a Alejandro Magno, a quien se dice que acompañó en su viaje a la India donde conoció a los gimnosofistas (yoguis y sadhus). El legado de su doctrina filosófica, recogido por su discípulo Timón el Silógrafo nos ha llegado principalmente a través de Sexto Empírico, pero también a través de Diógenes Laercio. Según su testimonio, Pirrón era tan radical en su postura que negaba que se pudiera llegar a los primeros principios de la deducción aristotélica (aunque no era tan radical como Antístenes, que renunció a toda clase de filosofía).
En la Edad Media, al no aceptar Pirrón el principio del silogismo (si A es B y B es C, entonces A es C), la filosofía escolástica rechazó el pirronismo.
Tuvo gran ayuda de su discípulo Diónidas, quien junto con sus compañeros esceptistas Pargus y Lopecio, contribuyeron a la difusión de sus enseñanzas.